# Euskal Iraultzarako Alderdia
Euskal Iraultzarako Alderdia (Parti pour la Révolution Basque en basque), EIA, était un parti politique d'orientation marxiste et nationaliste basque actif au Pays basque et en Navarre entre 1977 et 1982. Plusieurs de ses dirigeants ont été des figures reconnues d'ETA, comme son secrétaire général Mario Onaindia, Gregorio López Irasuegui, Bixente Serrano Izko et Iñaki Múgica Arregui, Ezkerra, entre autres.

## Histoire
Euskal Iraultzarako Alderdia fut fondé fin 1976 par une décision de la Septième Assemblée de ETA politico-militaire (ETA-pm), célébrée en septembre de cette même année. Suivant les fondements idéologiques proposés par Eduardo Moreno Bergaretxe, Pertur, lors de cette assemblée, il fut approuvé la nécessité de dédoubler l'organisation : ETA-pm continuerait en tant qu'organisation armée clandestine, tandis que se constituerait parallèlement un parti politique de caractère ouvrier, socialiste et abertzale. Bien que la direction d'ETA-pm désigna directement le comité exécutif provisoire d'EIA, le parti ne devait maintenir, en principe, aucun liens organiques avec l'organisation armée, mais devait avoir des objectifs communs et jouer le rôle du bras politique de celle-ci.
Le parti fut présenté publiquement le 2 avril 1977, à Abanto-Zierbena, devant environ 4 000 personnes, avec la tolérance du Gouvernement bien que le parti était illégal. Ses fondements idéologiques étaient un mélange d'indépendantisme et de socialisme. À ses débuts, le parti avait une orientation marxiste-léniniste mais il évolua plus tard vers les thèses eurocommunistes, influencé en partie par le rapprochement entre EIA et EKIA (Euskal Kidego Iraultzaile Abertzalea), un groupe de cette tendance dirigée par d'anciens dirigeants de Herri Alderdi Sozialista Iraultzailea (HASI).
Le 3 avril 1977, EIA intégra la Koordinadora Abertzale Sozialista (KAS), soutenant l'Alternative KAS, mais s'opposa à la décision d'ETA Militaire de boycotter les élections et quitta ainsi KAS le 30 août 1977, en même temps qu'ETA politico-militaire.
EIA, toujours pas illégalisé, accepta la proposition d'Euskadiko Mugimendu Komunista (EMK) de participer ensemble aux élections générales de juin 1977 formant ainsi la coalition Euskadiko Ezkerra,. Cette dernière obtint un siège au Congrès des Députés, occupé par Francisco Letamendia, Ortzi, et un autre au Sénat, occupé par Juan María Bandrés, tous les deux élus dans la circonscription de Guipuscoa.
Lors de son premier congrès, célébré en octobre 1977, Mario Onaindia fut élu à la tête du nouvel comité exécutif. À    la différence du reste des forces abertzales qui intégrèrent la Mesa de Alsasua, EIA refusa de faire partie de Herri Batasuna. De plus, il élimina de ses statuts « l'indépendance de l'Euskadi et la révolution socialiste » comme objectifs politiques afin de favoriser sa légalisation, laquelle fut officielle le 19 janvier 1978. Ce changement de cap fut impulsé par la nouvelle direction du parti qui, dès qu'elle fut élue, accepta le régime pré-autonomique et entraîna le départ de nombreux militants. Dans le même temps, la participation d'EIA au Conseil Général Basque l'éloigna d'EMK, qui abandonna Euskadiko Ezkerra en février 1978.
Cette même année, EIA fit campagne pour le « Non » au référendum constitutionnel mais, en 1979, il se déclara en faveur du Statut d'autonomie du Pays basque. Dans le même temps, Letamendia fut désavoué par la direction d'EIA en raison de ses attaques continues contre le Parti nationaliste basque et renonça à son siège de député en novembre 1978. Il se présentera, quelques mois plus tard, comme tête de liste d'Herri Batasuna pour les élections générales de 1979.
En Navarre, où le parti était plus faible, EIA faisait partie de l'Union Navarraise de Gauche (Unión Navarra de Izquierdas, UNAI) ; mais lors des élections de 1979 au Parlement de Navarre, il se présenta sous le nom d'Euskadiko Ezkerra, faisant partie de la coalition Nationalistes Basques dans la mérindade de Pampelune (avec le Parti nationaliste basque, Euskal Sozialistak Elkartzeko Indarra et le Parti du Travail d'Espagne) et dans les nommés Groupements Electoraux de mérindades (avec Herri Batasuna et Euskadiko Mugimendu Komunista) dans les mérindades d'Estella, de Sangüesa et d'Olite.
Depuis son origine, EIA avait une relation étroite avec ETA politico-militaire (ETA-pm), les directions des deux organisations étant coordonnées, le parti ayant la direction politique. En février 1981, EIA demanda un cessez-le-feu à ETA-pm, que cette dernière accepta. Pour cela, la direction du parti joua un rôle important, notamment Juan María Bandrés et Mario Onaindia, afin de dissoudre la faction "Septième Assemblée" de ladite organisation (la faction "Huitième Assemblée poursuivant ses activités) et de permettre la réinsertion de ses militants.
EIA célébra son troisième et dernier congrès en juin 1981, où le parti décida de sa dissolution pour se refonder en tant qu'Euskadiko Ezkerra, dont le nom lui appartenait légalement. En septembre, les secrétaires généraux d'EIA et du Parti communiste d'Euskadi (PCE-EPK), Mario Onaindia et Roberto Lertxundi, annoncèrent l'union des deux partis. En mars 1982, fut ainsi créé un nouveau parti provenant de la convergence entre EIA et un secteur important du PCE-EPK : Euskadiko-Ezkerra-Gauche pour le socialisme (Euskadiko Ezkerra, Izquierda para el Socialismo, EE-IPS).